# Sisyrbe
Sisyrbe là một chi nhện trong họ Linyphiidae.